# Keef Hartley
Keith Hartley, detto Keef (Preston, 8 aprile 1944 – Preston, 26 novembre 2011), è stato un batterista britannico.

## Discografia
Keef Hartley Band
- Halfbreed (1969)
- The Battle of North West Six (1969)
- The Time Is Near (1970)
- Overdog (1971)
- Little Big Band (live) (1971)
- Seventy-Second Brave (1972)
- Not Foolish Not Wise (1968–1972 / studio + live) (1999; reissue: 2003)

Solista
- Lancashire Hustler (1973)

Dog Soldier
- Dog Soldier (1975)

con John Mayall
- Crusade (1967)
- The Blues Alone (1967)
- The Diary of a Band - Volume One  (1968) (live)
- The Diary of a Band - Volume Two  (1968) (live)
- Live in Europe  (1971)
- Back to the Roots (1971)
- Moving On  (1973) (live)
- Ten Years Are Gone (1973) (studio + live)

con Vinegar Joe
- Rock'n Roll Gypsies (1972)